# Delias duris
Delias duris is een vlindersoort uit de familie van de Pieridae (witjes), onderfamilie Pierinae.
Delias duris werd in 1861 beschreven door Hewitson.